# Hilliard (Ohio)
Hilliard è una città degli Stati Uniti d'America, situata nello Stato dell'Ohio, nella Contea di Franklin. La città fa parte dell'area metropolitana di Columbus.

## Sport
- Rahal Letterman Racing